# Accidente de Ariana Afghan Airlines de 1998
El accidente de Ariana Afghan Airlines de 1998 fue un vuelo operado por un Boeing 727-200 de Ariana. El vuelo se estrelló durante su aproximación a Kabul matando a las cuarenta y cinco personas a bordo. El vuelo pudo haber estado implicado en operaciones de contrabando ilegal y de traslado de militantes islámicos, ya que Ariana Afghan Airlines estaba entonces bajo el control del régimen del Emirato Islámico de Afganistán liderado por talibanes.

## Accidente
El vuelo partió de la ciudad de Sharjah en los Emiratos Árabes Unidos hacia Kabul en un vuelo casual con escala en Kandahar, Afganistán. Mientras descendía al aeropuerto internacional de Kabul, el vuelo impactó en la montaña Sharki Baratayi a una altitud de 2700 pies (823 m) a las 13:00 hora local. El accidente acabó con la vida de los diez tripulantes y treinta y cinco pasajeros. La climatología en el momento del accidente fue clasificada como nieve y lluvia así como escasa visibilidad.

## Aeronave
El vuelo fue operado con un Boeing 727-228, registro YA-FAZ. El avión voló por primera vez el 22 de enero de 1981, lo que suponía que en el momento del accidente, tenía una antigüedad de 17,2 años.

## Consecuencias
Durante las operaciones de rescate, miembros del régimen Talibán y directivos de Ariana informaron del traslado de 32 bolsas de cuerpos y otras quince bolsas con partes de cuerpos desde la montaña. Los trabajos de rescate se vieron retrasados por la meteorología adversa y porque los restos del avión permanecieron ardiendo hasta las 03:00 (hora local) del día siguiente. Los intentos de rescate se vieron retrasados por la presencia de minas terrestres puestas en la zona durante la invasión soviética de 1979-89. Un directivo de Ariana dijo el 20 de marzo que el avión transportaba a treinta y dos pasajeros y trece miembros de la tripulación.
Aunque se notificó que se estaban buscando las cajas negras del avión, no existe rastro de ninguna clase de informe o investigación que determinase las causas del accidente o el destino de las cajas negras (posiblemente a consecuencia del aislamiento internacional del régimen Talibán). El director general de Ariana Afghan Airlines, Hassan Jan, dijo que el accidente fue a consecuencia del mal tiempo.
El accidente fue uno más de los diversos incidentes que llevaron a Ariana Airlines a tener prohibidos los vuelos en el espacio aéreo de la Unión Europea.

### Operaciones de talibanes y Al-Qaeda
Según un reportaje de noviembre de 2001 del Los Angeles Times, este vuelo pudo haber sido uno de los varios implicados en el tráfico de armas, dinero, drogas y militantes islámicos entre Sharjah, Pakistán y Afganistán. Entre los pasajeros informados en dicho vuelo se encontraban militantes tanto de Al-Qaeda como del movimiento Talibán, este último gobernando gran parte de Afganistán entre 1996 y 2001, al tiempo que albergaba a Osama bin Laden. Al ser el régimen quien controlaba la mayoría de la flota y activos de Ariana, así como los aeropuertos en Kandahar y Kabul, los talibanes facilitaron los vuelos, ayudando a proporcionar identidades falsas a los milicianos como tripulantes o empleados. según el reportaje del LA Times, los pilotos de este vuelo en particular podían tratarse de hecho de miembros talibanes. El reportaje habla de un incidente en agosto de 1996, en el que milicianos de Ahmad Shah Masud detuvieron un 727 de Ariana que estaba a punto de partir del aeropuerto de Jalalabad repleto de opio oculto en una falsa carga de madera. Según los informes, los funcionarios de inteligencia estadounidenses estaban al tanto de estos vuelos y del uso que el régimen talibán estaba dando a Ariana Afghan.